# Фебронианизм
Фебронианство, феброниани́зм (лат. febronianismus, нем. Febronianism) — в науке церковного права направление последователей учения, созданного Иоганном Николаем фон Гонтгеймом и изложенного в книге «О состоянии церкви и о законной власти римского епископа» (лат. «De statu ecclesiae et legitima potestate romani pontifici»), вышедшей во Франкфурте в 1763 году.
Гонтгейм издал свою книгу под псевдонимом  «Иустин Феброний» (лат. «Justinus Febronius»), по имени этого псевдонима фебронианизм и получил своё название. Фебронианизм явился в Германии запоздалым отголоском епископальной теории и идей естественного права. Сущность фебронианизма заключается в особом воззрении на власть и права римского первосвященника. Автор, опираясь на воззрения епископалистов конца средних веков и галиканских богословов, с целью, как он писал, содействовать воссоединению протестантов с Католической церковью, поставил себе задачею проследить исторически в своём сочинении, какие права принадлежали римскому епископу во все эпохи христианства. Примат, по мнению Феброния, есть необходимый для церкви институт, которого желал и Христос, но учредил не Христос, а апостол Петр. Поэтому примат — не учреждение божественное, а продукт истории и во всякое время может быть перенесен на другого епископа вместо Римского Папы. Между правами последнего одни вытекают из самой идеи примата, другие явились плодом исторических случайностей и даже злоупотреблений. Из идеи примата вытекают: 1) первенствующее положение Римского Папы на вселенском соборе, но без какой-либо принудительной власти и без права постановлять решения на основании собственного лишь убеждения; 2) наблюдение за исполнением церковных канонов; 3) право установления временных церковных законов впредь до созвания вселенского собора; 4) право иметь легатов для высшего надзора в разных христианских странах, но без вторжения в юрисдикцию ординарных церковных органов; 5) высшая судебная власть в том объеме, в каком она предоставлена Папе Сардикским собором. Эти права осуществлялись римскими епископами в течение первых восьми веков; все остальные — плод исторических случайностей, злоупотреблений и лжеисидоровой фальсификации. 
В 1764 году Климент XIII осудил труд епископа Гонтгейма, в котором содержалась критика верховенства римского епископа. Фебронианизм была новая версия старой доктрины конциляризма. Фебронианизм завоевал много сторонников в Германской империи и в Австрии. 
В церковной жизни фебронианизм — впрочем, без всяких практических результатов, — отразился в так называемой Эмсской пунктуации 1786 года. 
В науке фебронианизм также не удержался; его противники указывали на произвольное установление им существенных и несущественных прав примата и на совершенное игнорирование им действительной церковной истории первых восьми веков.